# ألم ألم ألم ألم بدائه
أَلَمٌ أَلَمَّ هو مطلعُ بيت شعرٍ منتشرٍ على الإنترنت وخصوصًا عبر مواقع التواصل الاجتماعي، ويُنسب دون دليلٍ إلى الشاعر العباسي أبي الطيب المتنبي. والبيتُ هو:

## البيت

### نسبته
أعاد العديد من الأفراد والمواقع نشر النص مع نسبته دون دليلٍ إلى الشاعر العباسي أبي الطيب المتنبي، مع العلم أنهُ لم يرد في «ديوان المتنبي» أو شروحه أي ذكرٍ لهذا البيت أو جزءٍ منه. حسب فهرس مطالع الشعر في «المعجم المفصل في شواهد اللغة العربية» لا تُوجد أي قصيدةٍ يبدأ مطلعها بعبارة «أَلَمٌ أَلَمَّ». تصفهُ العديد من الموقع بأنهُ «أبلغ بيت شعر للمتنبي». وتصنفهُ مواقعٌ أخرى ضمن «أصعب أبيات الشعر على مر التاريخ». ذُكر في لافتةٍ بعنوان «المرأة واللغة العربية» وردت في الطبعة رقم 14,254 من جريدة الأنباء الصادرة بتاريخ 23 أكتوبر (تشرين الأول) 2015 «جديد المعاني وغريبها ما يثري ويرضي ثقافة الأجيال ومحاولات تفسيرهم كما في أغرب أبيات المتنبي في قوله: ألم ألم ألم ألم بدائه.. إن آن آن آن آن أوانه. فادعموا اللغة العربية بالتحديات واستفزوا تطلع الأبناء نحو جيل مثقف وواعٍ بلغته ويؤصل الانتماء لها».
كان قد استخدم البيتُ مثالًا في بحثٍ بعنوان «الترجمة الآلية بمقاربة إحصائية: تحديات وآفاق لحوسبة اللغة العربية» مع نسبته إلى المتنبي أيضًا، حيث ذُكر «في البيتين السابقين للمتنبي نلاحظ إبهامًا على مستويين: المستوى الأول هو الإبهام الناتج عن الاشتراك اللفظي (نفس المتتالية الحرفية أو نفس اللفظ يعبر عن معاني متباينة)، أما المستوى الثاني من الإبهام فهو راجع لاستعمال هذه الألفاظ كلها معًا في نفس العبارة مما يضفي على النص تعقيدًا يصعب المهمة على المترجم البشري ونظام الترجمة الآلية بدرجات متفاوتة من الصعوبة وما زاد الأمر تعقيدًا غياب حركات التشكيل».
ورد البيت أيضًا في كتاب «تعليم العربية لغير الناطقين بها رؤية استشرافية» مع نسبته إلى المتنبي أيضًا، وجاء ذكره في الكتاب «فعلى سبيل المثال -لا الحصر- يختارون بيت شعر للمتنبي ويتداولونه في مواقع التواصل الاجتماعي فخرًا وتيهًا بجمال العربية، احتفاءً بها في اليوم العالمي للغة العربية، ألا وهو: أَلَمٌ أَلَمَّ أَلَمْ أُلِمَّ بِدَائِهِ *** إِنْ أنَّ آنٌّ آنَ آنُ أَوَانِهِ. ليستشهدوا على عظمة العربية وجمالها، لله در العربية. أخلا ديوان العرب فلم يجدوا من الشعر بيتًا أجمل من هذا البيت؟ بل قل: أخلا ديوان المتنبي من الفصاحة والبلاغة فلم يجدوا غير ذلك البيت؟ ألا يرسخ هذا البيت التصور الذهني الخاطئ عن صعوبة العربية؟ ألا يؤكد هذا البيت الصورة النمطية للتقعر بالفصحى؟».

### تفسيره وإعرابه
تُفسر كلمات البيت حيث «أَلَمٌ أَلَمَّ أَلَمْ أُلِمَّ بِدَائِهِ» أي وجعٌ أحاط بي لم أعلم بمرضه، و«إِنْ أنَّ آنٌّ آنَ آنُ أَوَانِهِ» أي إذا توجع صاحب الألم حان وقت شفائه. والمعنى العام له «لقد أحاط بي ألمٌ لم أعرفه من قبل إن جاء وقت شفائه من الله فقد آن ذلك له».
تُعرب كلمات الشطر الأول «أَلَمٌ أَلَمَّ أَلَمْ أُلِمَّ بِدَائِهِ»:

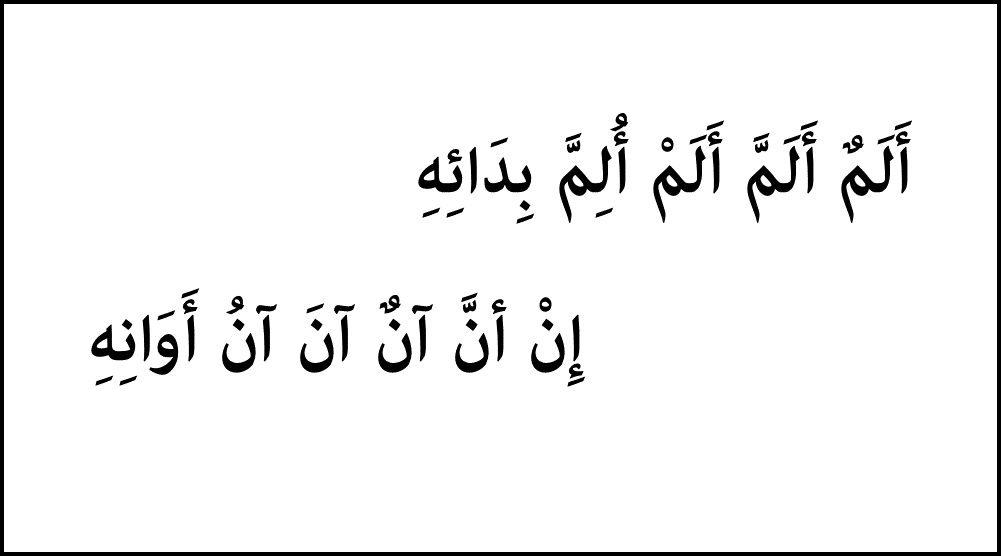
بيت الشعر

- أَلَمٌ: مبتدأ مرفوعٌ وعلامة رفعه الضمة
- أَلَمَّ: فعلٌ ماضٍ مبنيٌ على الفتح، والفاعل ضميرٌ مستترٌ تقديره هو، والجملة الفعلية في محل رفع خبر المبتدأ
- أَلَمْ: الهمزة للاستفهام، ولم أداةُ نفي وجزمٍ لا محل له من الإعراب
- أُلِمَّ: فعلٌ مضارعٌ مجزومٌ وعلامة جزمه السكون، والفاعل ضمير مستتر
- بِدَائِهِ: الباء: حرف جرٍ مبنيٍ لا محل له من الإعراب. داء: اسم مجرورٌ وعلامة جره الكسرة الظاهرة على آخره وهو مضاف. الهاء: ضميرٌ متصلٌ مبنيٌ على الكسر في محل جر مضاف إليه.

تُعرب كلمات الشطر الثاني «إِنْ أنَّ آنٌّ آنَ آنُ أَوَانِهِ»:
- إن: أداة شرط ليس لها محلٌ من الإعراب
- أنَّ: فعلٌ ماضٍ مبنيٌ على الفتح
- آنٌّ: فاعلٌ مرفوعٌ وعلامة رفعه الضمة
- آنَ: فعلٌ ماضٍ مبنيٌ على الفتح
- آنُ: فاعلٌ مرفوعٌ وعلامة رفعه الضمة
- أوانِهِ: مضاف إليه مجرور وعلامة جره الكسرة، والهاء ضمير متصل مبني في محل جر مضاف إليه